# Turcja na Letniej Uniwersjadzie 2007
Turcję na letniej uniwersjadzie w Bangkoku reprezentowało zawodników. Turcy zdobyli dziesięć medali (3 złote, 3 srebrne, 4 brązowe).

## Medale

### Złoto
- Halil Akkaş - lekkoatletyka, 5000 metrów
- Halil Akkaş - lekkoatletyka, 3000 metrów z przeszkodami
- Drużyna siatkarzy

### Srebro
- Nevin Yanıt - lekkoatletyka, 100 metrów przez płotki
- Belkız Zehra Kaya - judo, kategoria powyżej 78 kg
- Sibel Güler - taekwondo, kategoria poniżej 67 kg

### Brąz
- Türkan Erişmiş - lekkoatletyka, 3000 metrów z przeszkodami
- Ayhan Kurt - taekwondo, kategoria poniżej 54 kg
- Ali Sari - taekwondo, kategoria poniżej 84 kg
- Özge Gök - taekwondo, kategoria poniżej 51 kg